# Bornasen
Bornasen är en sjö i Ovanåkers kommun i Hälsingland och ingår i Ljusnans huvudavrinningsområde. Sjön är 20 meter djup, har en yta på 0,281 kvadratkilometer och är belägen 219,2 meter över havet.

## Delavrinningsområde
Bornasen ingår i det delavrinningsområde (679853-149912) som SMHI kallar för Inloppet i Skalen. Medelhöjden är 268 meter över havet och ytan är 20,1 kvadratkilometer. Det finns ett avrinningsområde uppströms, och räknas det in blir den ackumulerade arean 21,02 kvadratkilometer. Lillån som avvattnar avrinningsområdet har biflödesordning 4, vilket innebär att vattnet flödar genom totalt 4 vattendrag innan det når havet efter 90 kilometer. Avrinningsområdet består mestadels av skog (89 procent). Avrinningsområdet har 0,44 kvadratkilometer vattenytor vilket ger det en sjöprocent på 2,2 procent.